# Liste der Kulturdenkmale in Demitz-Thumitz

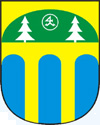
Wappen

In der Liste der Kulturdenkmale in Demitz-Thumitz sind die Kulturdenkmale der sächsischen Gemeinde Demitz-Thumitz verzeichnet, die bis Juni 2017 vom Landesamt für Denkmalpflege Sachsen erfasst wurden (ohne archäologische Kulturdenkmale). Die Anmerkungen sind zu beachten.
Diese Liste ist eine Teilliste der Liste der Kulturdenkmale im Landkreis Bautzen.

## Liste der Kulturdenkmale in Demitz-Thumitz
| Bild                                    | Bezeichnung | Lage                                                           | Datierung                                                                                   | Beschreibung | ID       |
| --------------------------------------- | --- | -------------------------------------------------------------- | ------------------------------------------------------------------------------------------- | --- | -------- |
| Weitere Bilder                          | Viadukt Demitz | (Gemarkung Demitz, Flurstück 393/20) (Karte)                   | 1845                                                                                        | Ortsbildprägendes Viadukt mit elf Bögen, baugeschichtlich, technikgeschichtlich und verkehrsgeschichtlich von Bedeutung. Elfbogiges Viadukt im Tal des Hoyerswerdaer Schwarzwassers, östlich des Haltepunkts Demitz-Thumitz gelegen, zweigleisig, Länge 224 m, Höhe 17,4 m, 1845/46 im Zuge des Baus der Eisenbahnstrecke Görlitz–Dresden (Streckenkürzel GD, DB-Kursbuchstrecke 230) durch die Sächsisch-Schlesische Eisenbahngesellschaft errichtet (Eröffnung des Streckenabschnitts zwischen Bischofswerda und Bautzen im Juni 1846), überwiegend aus Demitzer Granithaustein, zwei Bögen in Sandstein, Brückenpfeiler mit nach oben verjüngenden Vorlagen sowie Kämpfergesimsen gestaltet, weite Rundbögen mit leicht vorkragendem Schlussstein, darüber neue, seitlich überstehende Fahrbahnplatte aus Beton, am Eisenbahndamm seitliche Flügelmauern, Gründung des Brückenbauwerks im sumpfigen Boden des Schwarzwassertals auf ca. 6000 Eichenpfählen, erstes großes Ingenieurbauwerk der Eisenbahnstrecke, sollte ursprünglich mit dem bisher üblichen Sandstein ausgeführt werden, nach dem Auffinden von leicht zu verarbeitendem Granit an der Brückenbaustelle allerdings nur noch Ausführung von zwei Bögen mit dem bereits bestellten Elbsandstein, alle weiteren Bögen mit Granit aus dem sogenannten Zigeunerloch, dem ersten Demitzer Steinbruch am Klosterberg, damit Begründung der stark anwachsenden Demitzer Granitindustrie, Entstehung von weiteren Steinbrüchen, starker Einwohnerzuwachs durch Zuwanderung von Arbeitern, gegen Ende des Zweiten Weltkrieges Sprengung von zwei Bögen, Wiederherstellung Ende 1945 nur halbseitig, erst 1973 komplette Wiederherstellung, ortsbildprägendes Zeugnis der Eisenbahngeschichte sowie zentrales Denkmal für die Geschichte der Demitzer Granitindustrie bzw. der Wirtschafts- und Sozialgeschichte des Ortes. | 09289235 |
| Direkt Bild zu diesem Denkmal hochladen | Sowjetischer Soldatenfriedhof mit Ehrenmal und Einfriedung | (im Gelände der Sächsischen Basalt AG, Flurstück 6/11) (Karte) | Nach 1945                                                                                   | Grabstätte von sowjetischen Kriegsgefangenen und Zwangsarbeitern sowie von Zwangsarbeitern weiterer Nationen, geschichtlich von Bedeutung, eingefriedetes Areal mit Eingangstor, in der Achse Ehrenmal: Granitkubus mit Inschrifttafel, darüber Sowjetstern, mit grauen Granitsteinen eingefasste Grabanlagen, in Reihe angelegte Grabmale mit Namen der Toten sowie Sowjetstern mit Hammer und Sichel | 09304110 |
| Weitere Bilder                          | Herrenhaus, ehemalige Scheune, Einfriedungsmauer an der Auffahrt sowie Gutspark des ehemaligen Rittergutes (Gartendenkmal) | Am Schloss 1 (Karte)                                           | Bezeichnet mit 1709                                                                         | Herrenhaus Putzbau mit mächtigem Mansardwalmdach, zur Hofseite mittig vorgelagerter Treppenturm mit kleinem Dachreiter, baugeschichtlich und ortsgeschichtlich von Bedeutung. Ehemals nach vier Seiten geschlossene Gutsanlage, heute durch Neubau als Ersatz für ehemaliges Scheunengebäude an unverändertem Standort nicht mehr authentisch. - Herrenhaus: rückseitig Terrasse mit Freitreppe und schmiedeeisernem Gitter, Mansarddach, doppelte Biberschwanzdeckung, Sandsteingewände - Scheunengebäude (rechtwinklig zum Herrenhaus) mit segmentbogigen Toröffnungen und originalem Mauerwerk erhalten, mit integriertem Neubauteil | 09289223 |
| Direkt Bild zu diesem Denkmal hochladen | Gedenksäule für Wilhelm Waldeck | August-Bebel-Straße, auf dem Friedhof (Karte)                  | Nach 1813                                                                                   | Westfälischer Hauptmann, † 1813, ortsgeschichtlich von Bedeutung, abgebrochene klassische Säule, der Friedhof selbst besitzt keinen Denkmalwert | 09289248 |
| Direkt Bild zu diesem Denkmal hochladen | Christuskirche | August-Bebel-Straße 3 (Karte)                                  | 1953 vollendet                                                                              | Turmlose Saalkirche aus Granit, baugeschichtlich und ortsgeschichtlich von Bedeutung, Granit, Taufstein, Altar, Osterleuchter, Kanzel aus Granit | 09289246 |
| Direkt Bild zu diesem Denkmal hochladen | Pfarrhaus | August-Bebel-Straße 3 (Karte)                                  | 1950er Jahre                                                                                | Wohl zusammen mit den Kirchen errichtet, im zeitgenössischen Segmentbogenstil, ursprünglich im Aussehen, baugeschichtlich und sozialgeschichtlich von Bedeutung. Eineinhalbgeschossiger massiver Putzbau mit Giebel in der Mittelachse, originale Kastenfenster gesprosst, zum Teil noch Lamellen-Fensterläden, Biberschwanz-Kronendeckung. | 09289976 |
|                                         | Katholische Pfarrkirche Maria Königin des Friedens | August-Bebel-Straße 3a (Karte)                                 | 1954–1955                                                                                   | Saalkirche aus Granit mit ausgeschiedenem Altarraum, seitlich angeordneter Glockenturm, Architekt: Andreas Marquart, Leipzig, 2011 entweiht und ein Jahr später zu Wohnzwecken umgebaut, baugeschichtlich und ortsgeschichtlich von Bedeutung, Granit, Altar und Ambo aus Granit | 09289247 |
| Direkt Bild zu diesem Denkmal hochladen | Zwei Mehrfamilienwohnhäuser einer Wohnanlage | August-Bebel-Straße 5, 7, 9, 11 (Karte)                        | Bezeichnet mit 1925                                                                         | Zeittypische Putzbauten mit Anklängen an den Heimatstil, baugeschichtlich von Bedeutung, zweigeschossig, runde Ecktürme und zwei Gaupen mit jeweils einem Metallzapfen auf der Spitze, Verbindung zu Nummer 5/11, darunter Torbogen mit Schlussstein (bezeichnet), Hausteinsockel, eierstabähnliches Gurtgesims, alle Gebäude durch Granitsteinmauer mit Zäunen dazwischen begrenzt | 09289239 |
| Direkt Bild zu diesem Denkmal hochladen | Mehrfamilienhaus einer Wohnanlage | August-Bebel-Straße 13 (Karte)                                 | 1925                                                                                        | Zeittypischer Putzbau mit Anklängen an den Heimatstil, baugeschichtlich von Bedeutung, zweigeschossig, abgerundete Ecken | 09289240 |
| Direkt Bild zu diesem Denkmal hochladen | Mehrfamilienhaus einer Wohnanlage | August-Bebel-Straße 14 (Karte)                                 | 1925                                                                                        | Zeittypischer Putzbau mit Anklängen an den Heimatstil, baugeschichtlich von Bedeutung, zweigeschossig, Walmdach, gehört zur Gesamtplanung der Wohnanlage | 09289238 |
| Direkt Bild zu diesem Denkmal hochladen | Mehrfamilienhaus einer Wohnanlage | August-Bebel-Straße 16, 18 (Karte)                             | 1925                                                                                        | Zeittypischer Putzbau mit Anklängen an den Heimatstil, baugeschichtlich von Bedeutung, wie Nummer 20–26, über rechtem Winkel | 09289237 |
| Direkt Bild zu diesem Denkmal hochladen | Skulptur eines Arbeiters mit Granitblock | August-Bebel-Straße 17 (bei) (Karte)                           | 1938                                                                                        | Granit, ortsgeschichtlich von Bedeutung, bis 2011 unter Bahnhofstraße in der Denkmalliste | 09289232 |
|                                         | Wohnhaus in offener Bebauung | Bahnhofstraße 9 (Karte)                                        | Um 1900                                                                                     | Putzbau mit übergiebeltem Seitenrisalit und Freigespärre im Giebel, baugeschichtlich von Bedeutung, mit Laden, zweigeschossig, Risalit links von einem Zwerchhaus bekrönt, Dachhäuschen, Fenstergewände auf Konsolen, weiter Dachüberstand mit Blendfachwerk | 09289231 |
|                                         | Wohnhaus in offener Bebauung | Bahnhofstraße 14 (Karte)                                       | Um 1900                                                                                     | Späthistoristischer Putzbau mit Stilelementen der Neorenaissance, baugeschichtlich von Bedeutung, zweigeschossig, markante Eckrustika, zwei Zwerchhäuser, Wohnhaus des Ingenieurs der Glasfabrik | 09289234 |
|                                         | Fabrikantenvilla | Bahnhofstraße 19 (Karte)                                       | Um 1900                                                                                     | Späthistoristischer Putzbau mit Stilelementen der Neorenaissance, Eingangsbereich mit hölzerner Veranda und Königstein-Vedute, Südseite mit Skulptur, baugeschichtlich von Bedeutung, eingeschossig, Mittelrisalit mit Eckpilastern, Fenster von kannelierten Pilastern gerahmt, Zwerchhaus zur Vorder- und Rückseite, vorn drei Medaillons, hinten zwei Medaillons, Südseite Skulptur (Frau mit Korb in einer Nische), Südseite: Fenster mit Jugendstil-Bleiverglasung, ehemals zu Glasfabrik Greiner, die abgerissen ist | 09289233 |
| Direkt Bild zu diesem Denkmal hochladen | Brücke über das Hoyerswerdaer Schwarzwasser | Birkenroder Straße (Karte)                                     | Bezeichnet mit 1924                                                                         | Baugeschichtlich von Bedeutung, Gewölbebrücke, beidseitig aus Granithaustein gemauert, mit gemauerter Brüstung, Datierung über dem Bogen | 09289228 |
| Direkt Bild zu diesem Denkmal hochladen | Wohnstallhaus mit Scheune | Birkenroder Straße 17 (Karte)                                  | Mitte 19. Jahrhundert, Kern älter                                                           | Wohnstallhaus Obergeschoss Fachwerk verschiefert, Scheune verbrettert, baugeschichtlich und wirtschaftsgeschichtlich von Bedeutung, Sandsteingewände, Schieferrasterdeckung | 09289222 |
|                                         | Saalanbau eines Gasthofes | Birkenroder Straße 18 (Karte)                                  | 2. Hälfte 19. Jahrhundert                                                                   | Mit großen Rundbogenfenstern im Obergeschoss, baugeschichtlich und ortsgeschichtlich von Bedeutung. - Saalanbau: im Obergeschoss Tanzsaal mit rundbogigem Fenster mit Schlussstein - Erweiterung im Südwesten (Bühnenanbau): Halbrund auf drei Pfeilern, um die Jahrhundertwende Arbeiterlokal, schmiedeeiserner Dachaufbau (Zaun), Schieferdeckung Raute - Gasthof: zweigeschossiger Putzbau, Dachhäuschen, Gurtgesims, als Denkmal gestrichen (28. Februar 2015 wegen Veränderungsgrad und nicht ausreichendem historischen Aussagewert) | 09289221 |
|                                         | Wohnstallhaus mit integriertem Wirtschaftsteil | Birkenroder Straße 22 (Karte)                                  | 1. Hälfte 19. Jahrhundert                                                                   | Obergeschoss Fachwerk verbrettert, baugeschichtlich von Bedeutung, Fenster originale Größe, Sandsteingewände | 09289225 |
| Direkt Bild zu diesem Denkmal hochladen | Wohnhaus | Feldstraße 5 (Karte)                                           | Um 1900                                                                                     | Schlichter Putzbau mit Granitgliederung, baugeschichtlich von Bedeutung zweigeschossig mit Giebelgeschoss, Hausecken granitgefasst, Fenstergewände Granit, überstehendes Satteldach mit vorgeblendeten Balken und profilierten Knaggen, „Carl Spermann & Co“, Türhäuschen aus Holz, alte Holztür | 09289261 |
|                                         | Straßenbegleitende Graniteinfriedung | Friedensstraße 4, 6, 8, 10, 12, 14 (Karte)                     | Um 1920                                                                                     | Rechte Straßenseite vor Nummer 4–14, straßenbildprägend von Bedeutung | 09289258 |
|                                         | Villa | Friedensstraße 12 (Karte)                                      | Um 1900                                                                                     | Putzbau mit Holzveranda und Freigespärre im Giebel, baugeschichtlich von Bedeutung, zweigeschossig, Krüppelwalmdach, großer Risalit Mitte links m. Lünette, mit Fachwerk bekrönt, Holz-Wintergarten, Fenster originale Größe, mit Schlussstein | 09289259 |
|                                         | Verwaltungsgebäude des ehemaligen Steinbruchs mit Graniteinfriedung und Gedenksäule für die Opfer des Ersten Weltkrieges und der Arbeit (1899–1945) | Friedensstraße 18c, 20 (Karte)                                 | Ende 19. Jahrhundert; Kern älter (Verwaltungsgebäude); nach 1945 (Gedenkstein 1. Weltkrieg) | Gelände der ehemaligen Sächsischen Granitwerke, Obergeschoss Fachwerk verbrettert, baugeschichtlich und ortsgeschichtlich von Bedeutung, zweigeschossig, Obergeschoss Fachwerk, verbrettert, Sprossenfenster bis auf eins erhalten, zwei Haustüren mit flankierenden Fenstern, Granitgewände (nur Süd- und Ostseite gut erhalten), Obelisk (Mahnmal Erster Weltkrieg), Verwaltungsgebäude des Steinbruchs | 09289260 |
|                                         | Südöstliches Wohnhaus über winkligem Grundriss mit angebautem Seitengebäude, nördliches Seitengebäude und westliche Scheune sowie nördliche Toreinfahrt mit zwei Torpfeilern, zwei Granittröge und Einfriedungsmauer an der Hauptstraße (Erbrichtergut) | Hauptstraße 3, 3a (Karte)                                      | 2. Hälfte 19. Jahrhundert, bezeichnet mit 1785 (Stützmauer)                                 | Baugeschichtlich und ortsgeschichtlich von Bedeutung. Wohnhaus erweitert, zweigeschossig, drei Eingänge, einer mit Korbbogenabschluss, Granitgewände, Fledermausgauben, Scheune mit zwei Toren. Stall: ein Tor, originale Fenster, Drempel, Stützmauer aus Feldsteinen mit Granitplatten als Abdeckung, mehrere eingelassene Steine mit Datierung. | 09289216 |
|                                         | Wohnstallhaus (Umgebinde) und Tanzsaal (Kmochs Gaststätte) | Hauptstraße 12 (Karte)                                         | 2. Hälfte 19. Jahrhundert                                                                   | Wohnstallhaus Obergeschoss Fachwerk verkleidet, Tanzsaal Putzbau mit großen Rundbogenfenstern, baugeschichtlich und ortsgeschichtlich von Bedeutung. - Umgebindehaus: Obergeschoss Kunstschiefer - Tanzsaal: Bruchsteinmauer, profilierte Fenstergewände, zwei rundbogige Fenster, sonst hochrechteckig, Hof mit Toreinfahrt | 09289254 |
| Direkt Bild zu diesem Denkmal hochladen | Schlauchturm | Hauptstraße 12 (vor) (Karte)                                   | 2. Hälfte 19. Jahrhundert                                                                   | Putzbau über quadratischem Grundriss, oberer Teil verbrettert, Zeltdach mit Spitze, ortsgeschichtlich von Bedeutung | 09289255 |
|                                         | Wohnhaus | Hauptstraße 26 (Karte)                                         | Bezeichnet mit 1904                                                                         | Putzbau mit übergiebeltem Mittelrisalit und Krüppelwalmdach, baugeschichtlich von Bedeutung, zweigeschossig, Mittelrisalit mit Zwerchhaus von einem lünettenartigen Aufsatz bekrönt, Erdgeschoss mit Rundbogenfenster, profilierte Fenstergewände mit Schlussstein, Gurtgesims, Krüppelwalmdach, volutenartige Firstziegel | 09289217 |
|                                         | Schule, ohne westlichen Anbau | Hauptstraße 35 (Karte)                                         | Bezeichnet mit 1896–1897                                                                    | Breitgelagerter Putzbau mit Mittelrisalit und Walmdach mit Dachreiter, baugeschichtlich und ortsgeschichtlich von Bedeutung, zweigeschossig, Gurtgesims, Mittelrisalit mit Attika und Renaissanceaufsatz von einer Laterne bekrönt, Segmentbogenfenster im Erdgeschoss mit Schlussstein, Eingang mit Freitreppe, Datierung im Giebel, Walmdach | 09289218 |
| Direkt Bild zu diesem Denkmal hochladen | Skulptur eines Steinmetz | Hauptstraße 35 (vor) (Karte)                                   | 1913                                                                                        | Künstlerisch und ortsgeschichtlich von Bedeutung, aufwendige Fenstergliederung, Krüppelwalmdach, Palladiomotiv im Giebel, Granit-Fenstergewände, Abbruchgenehmigung vom 12. Mai 2009, Skulptur „Steinmetz“ auf Granitsockel, Umsetzung nach 2009 vor Grundschule Hauptstraße 35 | 09289214 |
| Direkt Bild zu diesem Denkmal hochladen | Ehemalige Fabrikantenvilla (heute Grundschule) mit Einfriedung | Hauptstraße 37 (Karte)                                         | Um 1880                                                                                     | Breitgelagerter asymmetrischer Baukörper mit Mansarddach und neobarocker Fassadengestaltung, baugeschichtliche und ortsgeschichtliche Bedeutung, zweigeschossig, mit rustiziertem Sockelgeschoss und ausgebautem Mansarddach, liegende Fenster im Sockelgeschoss und hochrechteckige Fenster im Erdgeschoss und Obergeschoss sowie in Mansarde, Glattputz mit geputzter Eckquaderung, Fensterrahmung mit profilierten geputzten Faschen, Sohlbänke (auf Konsolsteinen) und Segmentbögen als oberer Abschluss im Obergeschoss, Mansarddach mit Gaupen (diese nicht denkmalgerecht), Einfriedung: Granitpfosten mit schmiedeeisernen Zaunsfeldern und Tor | 09304697 |
|                                         | Wohn- und Mühlengebäude, Scheune mit technischer Ausstattung (historische Steinsäge), Radkammer und historischer Steinverladekran (Alte Steinsäge-Mühle)                                                                                                | Hauptstraße 42 (Schulsteg 2) (Karte)                           | Im Granittürstock bezeichnet mit 1838                                                       | Wohnmühlenhaus Obergeschoss Fachwerk, ortsgeschichtlich und technikgeschichtlich von Bedeutung, ehemalige Steinsägerei und Schleiferei Mildner. - Wohnmühlengebäude: originale Fachwerkkonstruktion im Obergeschoss, Erdgeschoss massiv, originaler Türstock (Granit) und historische Haustür, Giebel straßenseitig unangepasst umgebaut (eingezogener Balkon und Dreiecksfenster) - Scheune mit Säge (ehemalige Mühle): rechtwinklig zum Wohnmühlengebäude gelegen, mit zwei großen Durchfahrtstoren (hof- und feldseitig geöffnet jeweils) - zwischen Wohnhaus und Scheune Radkammer platziert | 09303342 |
| Direkt Bild zu diesem Denkmal hochladen | Villenartiges Wohnhaus mit Ladeneinbau, Gartenpavillon und Einfriedung | Hauptstraße 45 (Karte)                                         | Um 1915                                                                                     | Villenartiger Putzbau mit Reformstilelementen der Zeit um 1910, Gartenpavillon an der Straße als Grundstücksbegrenzung, baugeschichtlich und straßenbildprägend von Bedeutung, Pavillon an der Straße, vielgliedrige Dachlandschaft, Erker auf Konsole, historische Apotheke mit original erhaltener Einrichtung (hölzerne Wandverkleidungen, Regale, Dekoration) | 09289215 |
| Direkt Bild zu diesem Denkmal hochladen | Wohnhaus mit späterem Ladeneinbau | Hauptstraße 50 (Karte)                                         | Bezeichnet mit 1883                                                                         | Gründerzeitlicher Bau mit übergiebeltem Mittelrisalit und reicher Putzgliederung, späterer Ladeneinbau, baugeschichtlich von Bedeutung, Baukörper ursprünglich erbaut als Schule, zweigeschossig, Mittelrisalit mit Dreiecksgiebel und Oculus, Erdgeschoss mit Rustikaputz, Obergeschoss mit Lisenengliederung: Putz, Sandsteingewände, Fassade mit sieben Fensterachsen, Walmdach | 09289211 |
| Direkt Bild zu diesem Denkmal hochladen | Wohnhaus | Hauptstraße 52 (Karte)                                         | 1920er Jahre                                                                                | Putzbau im traditionalistischen Stil der 1920er Jahre, baugeschichtlich von Bedeutung, zweigeschossig, Walmdach mit zwei Dachhäuschen, zwei Gurtgesimse, Fensterbekrönung im Erdgeschoss expressionistisch gezackt, Eingang als Erker, Tür mit Oberlicht, Sprossengliederung | 09289212 |
| Direkt Bild zu diesem Denkmal hochladen | Villa mit Einfriedung | Hauptstraße 54 (Karte)                                         | Bezeichnet mit 1887                                                                         | Gründerzeitlicher Putzbau mit übergiebeltem Mittelrisalit und Walmdach, zweigeschossig, Obergeschoss mit reich profilierten Fenstergewänden, Mittelrisalit mit Balkon auf Konsolen und gesprengtem Dreiecksgiebel, mit rundbogigen Doppelfenstern, Walmdach schiefergedeckt, Erdgeschoss rustiziert, Fenster mit Korbbogen, Nord und Südseite je ein Medaillon | 09289210 |
| Direkt Bild zu diesem Denkmal hochladen | Denkmal für die Gefallenen des Ersten Weltkrieges | Klosterweg (Karte)                                             | Nach 1918                                                                                   | Pfeiler mit halbrunder Granitmauer und zwei Sitzbänken, zehn Platten mit Namen der Gefallenen, ortsgeschichtlich von Bedeutung | 09289253 |
| Direkt Bild zu diesem Denkmal hochladen | Wohnstallhaus | Klosterweg 1 (Karte)                                           | 1835                                                                                        | Obergeschoss Fachwerk, verkleidet mit Kunstschiefer, baugeschichtlich von Bedeutung, originale Fenster | 09289250 |
|                                         | Sägemühle mit Mahlanlage | Schmöllner Straße 36 (Karte)                                   | 19. Jahrhundert                                                                             | Putzbau mit Krüppelwalmdach, baugeschichtlich und technikgeschichtlich von Bedeutung, darüber zwei Stockwerke, Fenstergewände | 09289262 |
| Direkt Bild zu diesem Denkmal hochladen | Wohn- und Mühlengebäude, Scheune mit technischer Ausstattung (historische Steinsäge), Radkammer und historischer Steinverladekran (Alte Steinsäge-Mühle)                                                                                                | Schulsteg 2 (Hauptanschrift: Hauptstraße 42) (Karte)           | Im Granittürstock bezeichnet mit 1838                                                       | Wohnmühlenhaus Obergeschoss Fachwerk, ortsgeschichtlich und technikgeschichtlich von Bedeutung, ehemalige Steinsägerei und Schleiferei Mildner. - Wohnmühlengebäude: originale Fachwerkkonstruktion im Obergeschoss, Erdgeschoss massiv, originaler Türstock (Granit) und historische Haustür, Giebel straßenseitig unangepasst umgebaut (eingezogener Balkon und Dreiecksfenster) - Scheune mit Säge (ehemalige Mühle): rechtwinklig zum Wohnmühlengebäude gelegen, mit zwei großen Durchfahrtstoren (hof- und feldseitig geöffnet jeweils) - zwischen Wohnhaus und Scheune Radkammer platziert | 09303342 |
|                                         | Wohnhaus | Straße der Freundschaft 2 (Karte)                              | 1. Hälfte 19. Jahrhundert                                                                   | Obergeschoss Fachwerk, Giebel verbrettert, baugeschichtlich von Bedeutung | 09289252 |
|                                         | Steinkreuz | Straße der Freundschaft 2 (vor) (Karte)                        | 15.–17. Jahrhundert                                                                         | Ortsgeschichtlich von Bedeutung | 09289251 |
| Direkt Bild zu diesem Denkmal hochladen | Turm aus Feldstein (Mäuseturm) | Straße der Freundschaft 6 (hinter), im Wald (Karte)            | 2. Hälfte 19. Jahrhundert                                                                   | Baugeschichtlich von Bedeutung, etwa 12 m hoch, zwei Rundbogenfenster, eines zugemauert, Kreuzgewölbe, wahrscheinlich zu Grundstück Nummer 6 | 09289249 |

## Liste der Kulturdenkmale in Cannewitz
| Bild                                    | Bezeichnung | Lage                                                        | Datierung | Beschreibung | ID       |
| --------------------------------------- | --- | ----------------------------------------------------------- | --- | --- | -------- |
|                                         | Wegesäule | Am Silberbach (Richtung Stacha, Ortsausgang rechts) (Karte) | 19. Jahrhundert | Wegesäule aus Granit, Schaft mit quadratischem Querschnitt und abgefasten Kanten, darüber quaderförmiger Kopf mit flachpyramidalem Abschluss, Kopf mit Inschriften an den Seitenflächen, bestehend aus Ortsangaben (z. B. Rothnaußlitz), Entfernungsangaben in Kilometern sowie den zugehörigen Richtungsweisern, die Entfernungsangaben in Kilometern ersetzten nach 1874 die gängige Auszeichnung der Strecken in Wegestunden, so dass der Wegestein vermutlich im letzten Drittel des 19. Jahrhunderts zur Aufstellung kam, als Zeugnis der verkehrstechnischen Erschließung des ländlichen Raumes von verkehrsgeschichtlicher Bedeutung. | 09289298 |
| Direkt Bild zu diesem Denkmal hochladen | Scheune mit Anbau und Seitengebäude einer ehemaligen Mühle über winkligem Grundriss sowie Mühlgraben (ehemalige Mühle und Schankwirtschaft)                                                     | Am Silberbach 1 (Hauptanschrift: Schulstraße 3) (Karte)     | 1602 (Mühle); Ende 19. Jahrhundert (Scheune); Ende 19. Jahrhundert (Seitengebäude)                                                                                           | Ehemalige Mühle und Schankwirtschaft, Putzbauten mit Satteldach, das Seitengebäude mit Zwillingsfenster im Giebel, der Mühlgraben führt als Wasserlauf unter der Scheune hindurch, baugeschichtlich und ortsgeschichtlich von Bedeutung. Das Mühlenwohnhaus wurde vor 2000 abgebrochen (Am Silberbach 1). Seitengebäude und Scheune mit Anbau befinden sich auf zwei Gemarkungen mit zwei Anschriften: Cannewitz (Am Silberbach 1) und Rothnaußlitz (Schulstraße 3), nach Sanierung der noch bestehenden Gebäude heute Nutzung als Schänke und Pension „Mühlenhof“. | 09289297 |
|                                         | Südliches Wohnhaus, Scheune und Seitengebäude eines Dreiseithofes, mit Hofpflaster, Einfriedung und Handschwengelpumpe (ehemalige Mühle und Schankwirtschaft)                                   | Am Silberbach 3 (Karte)                                     | Bezeichnet mit 1861 (Bauernhaus); um 1890 (Seitengebäude) | Wohnhaus Putzbau mit Gurtgesims und Drempel, Scheune und Seitengebäude verputzter Bruchstein, baugeschichtlich und wirtschaftsgeschichtlich von Bedeutung, Drempel, zwei Dachgauben, Wohnhaus Gurtgesims | 09289301 |
| Direkt Bild zu diesem Denkmal hochladen | Wohnhaus mit Anbau und Nebengebäude (ehemalige Molkerei) | Am Silberbach 10 (Karte)                                    | Um 1900 | Villenartiges Wohnhaus mit seitlichem eingeschossigen Anbau, Zierfachwerk im Giebel und Drempelbereich, baugeschichtlich und ortsgeschichtlich von Bedeutung. Nebengebäude frei stehend (ohne angebaute Garage), ebenfalls saniert, beide Gebäude bilden eine Einheit an Denkmalwert. Einvernehmen zur ergänzenden Unterschutzstellung des Nebengebäudes mit Landratsamt Bautzen am 7. Oktober 2009 vor Ort. | 09288634 |
| Direkt Bild zu diesem Denkmal hochladen | Wohnhaus, westliche Scheune, nördliches Seitengebäude mit östlich anschließendem älteren Wohnhaus und östliches Seitengebäude eines Vierseithofes sowie Brunnen, Hofpflasterung und Einfriedung | Am Silberbach 13 (Karte)                                    | Um 1895 (Bauernhaus); bezeichnet mit 1855 (Scheune); bezeichnet mit 1858 (nördliches Seitengebäude); bezeichnet mit 1811 (östliches Seitengebäude); um 1800 (altes Wohnhaus) | Stattliches Wohnhaus mit Mittelrisalit, Putzgliederung und Walmdach, älteres Wohnhaus vermutl. mit geschlossener Oberlaube, Scheune und Seitengebäude massiv, geschlossene Hofanlage, baugeschichtlich und wirtschaftsgeschichtlich von Bedeutung. Bauernhaus mit Dreiecksgiebel überm Mittelrisalit, um 1895, Akroterion, Attika mit 6 Medaillons, seitlich fortgeführt als Oculi, Eckrustika, Putzrustizierung, Obergeschoss Fenstergewände ornamentiert, insgesamt palladianischer Grundgedanke. Seitengebäude Biberschwanzdeckung mit Fledermausgauben, außer der westlichen Scheune, altes Wohnhaus mit ursprünglichen Sprossenfenstern. Scheune links bezeichnet mit 1855, Scheune hinten bezeichnet mit 1858, Pferdestall bezeichnet mit 1811, altes Wohnhaus um 1800. | 09289299 |
| Direkt Bild zu diesem Denkmal hochladen | Wohnhaus, nördliches Seitengebäude und westliche Scheune eines Dreiseithofes sowie zwei Torpfosten aus Bruchstein                                                                               | Am Silberbach 17 (Karte)                                    | 3. Drittel 19. Jahrhundert | Wohnhaus verputzter Bruchsteinbau mit Drempel, baugeschichtlich und wirtschaftsgeschichtlich von Bedeutung. Großes Wohnhaus, leicht ornamentiert durch zwei Gurtgesimse und Fenstergewände aus Granit, Drempel, Biberschwanzdeckung, Walmdach mit drei Fledermausgauben, Scheune vorn links mit zwei Gauben. Eine Scheune mit Stall. | 09289300 |

## Liste der Kulturdenkmale in Karlsdorf
| Bild                                    | Bezeichnung                                   | Lage                 | Datierung                 | Beschreibung | ID       |
| --------------------------------------- | --------------------------------------------- | -------------------- | ------------------------- | --- | -------- |
| Direkt Bild zu diesem Denkmal hochladen | Wohnstallhaus und Scheune eines Zweiseithofes | Südstraße 12 (Karte) | 1. Hälfte 19. Jahrhundert | Wohnstallhaus Obergeschoss Fachwerk verbrettert, baugeschichtlich und wirtschaftsgeschichtlich von Bedeutung, Fenster originale Größe | 09289306 |

## Liste der Kulturdenkmale in Medewitz
| Bild                                    | Bezeichnung                                                                                    | Lage                       | Datierung                           | Beschreibung | ID       |
| --------------------------------------- | ---------------------------------------------------------------------------------------------- | -------------------------- | ----------------------------------- | --- | -------- |
| Direkt Bild zu diesem Denkmal hochladen | Wegesäule                                                                                      | Ring 4 (gegenüber) (Karte) | 19. Jahrhundert                     | Wegesäule aus Naturstein auf quadratischem Sockel, darüber Schaft mit abgefasten Kanten sowie kubischer Aufbau mit flachpyramidalem Abschluss, Kopf neu in grün und weiß gefasst sowie mit Orts- und Entfernungsangaben sowie Richtungsweisern in schwarzer Farbe versehen, als Zeugnis der verkehrstechnischen Erschließung des ländlichen Raumes von verkehrsgeschichtlicher Bedeutung. | 09304078 |
| Direkt Bild zu diesem Denkmal hochladen | Wegestein                                                                                      | Ring 27 (bei) (Karte)      | 19. Jahrhundert                     | Hohe, grob behauene Natursteinstele mit flachpyramidalem Abschluss, Kopf neu in grün und weiß gefasst sowie mit Orts- und Entfernungsangaben sowie Richtungsweisern in schwarzer Farbe versehen, Wegestein als Zeugnis der verkehrstechnischen Erschließung des ländlichen Raumes von verkehrsgeschichtlicher Bedeutung.                                                                  | 09304109 |
| Direkt Bild zu diesem Denkmal hochladen | Torhaus (Nr. 29), westliches Wirtschaftsgebäude (ohne Nr.) und zwei Torpfeiler des Rittergutes | Ring 29 (Karte)            | 1. Hälfte 19. Jahrhundert (Torhaus) | Torhaus Obergeschoss Fachwerk zum Teil sichtbar, sonst verbrettert, Dachhecht, Wirtschaftsgebäude Putzbau mit Walmdach, baugeschichtlich und ortsgeschichtlich von Bedeutung. - Wirtschaftsgebäude: Sandsteingewände, Segmentbogenfenster, Walmdach - Torhaus: Sandsteingewände, Krüppelwalmdach, bis 2011 irrtümlich unter Nummer 31 in der Denkmalliste, laut ALK-Daten Nummer 29       | 09289268 |
| Direkt Bild zu diesem Denkmal hochladen | Scheune und Ausgedinge eines Gehöfts                                                           | Talstraße 2, 2a (Karte)    | Anfang 19. Jahrhundert              | Ausgedinge eingeschossig, verbrettert, baugeschichtlich und sozialgeschichtlich von Bedeutung. Wohnstallhaus Obergeschoss Fachwerk verbrettert, Giebel verbrettert, originale Fenster, Abbruch vor 2011 (laut Mitteilung des Landratsamts Kamenz). | 09289266 |
| Direkt Bild zu diesem Denkmal hochladen | Wohnstallhaus mit integriertem Wirtschaftsteil                                                 | Talstraße 8 (Karte)        | Mitte 19. Jahrhundert               | Obergeschoss Fachwerk verbrettert, Giebel verbrettert, baugeschichtlich von Bedeutung, originale Fenster, zum Teil mit Sprossen, Schieferraute gedeckt | 09289267 |

## Liste der Kulturdenkmale in Pohla
| Bild                                    | Bezeichnung | Lage                           | Datierung                 | Beschreibung | ID       |
| --------------------------------------- | --- | ------------------------------ | ------------------------- | --- | -------- |
| Weitere Bilder                          | Kirche „Maria am Berge“ mit Kirchhof und Einfriedung mit Kirchtor | Schönbrunner Straße 1 (Karte)  | 14.–19. Jahrhundert       | Saalkirche mit eingezogenem Chor und 3/8 Schluss, verputzter Feldsteinbau mit verschiefertem Satteldach und Dachreiter mit Haube (von 1779), baugeschichtlich und ortsgeschichtlich von Bedeutung. Schlussstein Chortür bezeichnet mit 1334 (gotische Chorreste), Langhaus 15. bis 16. Jahrhundert, Anbau nach 1870, korbbogige Sprossenfenster. Empore über den halben Innenraum, Kanzel von 1621, Altar mit Retabel, Orgel (Fa. Herbrich) von 1838, erneuert 1894, zweifarbige Fenster von 1806 und 1892, Kartusche mit Wappen – Denkmal Johann George von Ponikau, gestorben 1675, Epitaph (Vorraum): Tobias von Ponikau, gestorben 1611 (Relief des Verstorbenen in Rüstung), Reste einer Loge, Einfriedung teils verputzte Bruchsteinmauer, teils schmiedeeiserner Zaun, Kirchtor mit zwei großen Torpfeilern. Evangelische Pfarrkirche. Schlichte Saalkirche mit eingezogenem Chor und 3/8-Schluss. Kern mittelalterlich, Ende 19. Jahrhundert nach Westen hin erweitert. Verputzter Feldsteinbau mit Satteldach, Fledermausgaupen und achteckigem verschiefertem Dachreiter mit Haube. Strebepfeiler am Chor, dort schlichtes Portal, bezeichnet mit 1334. Restaurierungen 1838, 1876 und 1930. Das Innere flachgedeckt, breiter Triumphbogen. An drei Seiten eingeschossige Holzemporen von 1838. Im Chor an der Nordseite zwei Patronatslogen, darunter als repräsentative Wappenkartusche das Epitaph des Johann George von Ponickau († 1675). Schlichter Altar aus Holz von 1838, kannelierte Pilaster mit Dreieckgiebel rahmen das Gemälde mit der Anbetung der Hirten, dahinter die Orgelempore. Farbig gefasste Holzkanzel von 1621 (datiert) auf oktogonalem Pfeiler, am Korb die Evangelisten. Mittelalterliche Sandsteintaufe in gedrungener Kelchform. Orgel von Christian Gottfried Herbrig, 1839, mehrfach umgebaut. In der Vorhalle gutes Sandsteinepitaph des Tobias von Ponickau, dieser in Halbprofil und Rüstung, († 1611). | 09289270 |
| Direkt Bild zu diesem Denkmal hochladen | Schule | Schönbrunner Straße 3 (Karte)  | 1878                      | Putzbau mit übergiebeltem Mittelrisalit, baugeschichtlich und ortsgeschichtlich von Bedeutung, zweigeschossig, Gurtgesims, Sprossenfenster | 09289271 |
| Direkt Bild zu diesem Denkmal hochladen | Pfarrhof mit Pfarrhaus, Scheune und Pfarrgarten sowie Einfriedungsmauer | Schönbrunner Straße 5 (Karte)  | 2. Hälfte 19. Jahrhundert | Verputzte Bruchsteinbauten, in sehr gutem Erhaltungszustand, baugeschichtlich und ortsgeschichtlich von Bedeutung, Pfarrhaus als zweigeschossiger Baukörper mit Satteldach mit Krüppelwalm und mit originaler Haustür, originale Fassadengliederung und Fenster nach Sanierung unter denkmalpflegerischen Gesichtspunkten mit am Original orientierter Sprossung, Scheune als sehr stattlicher Baukörper, Bruchsteinbau mit Granitgewänden und Granitlüftungsschlitzen, schöne hölzerne Tore erhalten, Giebel mit schönem Fenstermotiv, Pfarrgarten: teilweise mit alten Bäumen, rahmt das Ensemble und ist untrennbarer Bestandteil desselben, teilweise Einfriedungsmauern erhalten | 09289974 |
| Direkt Bild zu diesem Denkmal hochladen | Wohnstallhaus, Scheune und Seitengebäude eines Dreiseithofes | Schönbrunner Straße 6 (Karte)  | Mitte 19. Jahrhundert     | Wohnstallhaus Obergeschoss Fachwerk verbrettert, gut in den alten Strukturen erhaltene Gesamtanlage, baugeschichtlich und wirtschaftsgeschichtlich von Bedeutung, Brunnenanlage im Hof | 09289269 |
| Weitere Bilder                          | Herrenhaus mit zwei Flügeln im stumpfen Winkel, Bruchsteinscheune an der Straße, Stallgebäude nordöstlich des Herrenhauses, Feldsteineinfriedung mit Türöffnung zur Waldhufe nach Norden sowie Gutspark mit Wegeführung und Gehölzpflanzungen (Gartendenkmal) | Schönbrunner Straße 9 (Karte)  | 18. Jahrhundert           | Baugeschichtliche, ortsgeschichtliche und ortsbildprägende Bedeutung. Der sich an Türöffnung in Steinmauer (nördliche Ausrichtung) anschließende Weg zum Pohlaer Berg führte zur ehemaligen Grablege derer von Zwickau, die sich in einer Waldlichtung auf dem Berg befand. Gräber und zugehörige Umzäunung total zerstört, deshalb Oktober 1999 noch vorhandene Wappenplatte aus Sandstein noch geborgen und auf Friedhof versetzt. Heute keine Grabkammer mehr vorhanden, diese wurden zugeschüttet wegen Gefahrenabwendung. Scheune an der Straße: steinsichtiges Bruchsteinmauerwerk mit Eckquaderung, Drempel (holzverbrettert) und großem hölzernen zweiflügeligen Tor, zurzeit rückseitige Sanierung (Überzug einer dünnen Putzhaut), unregelmäßiges Bruchsteinmauerwerk weicht homogenem Erscheinungsbild. Sehr eindrucksvoller Landschaftspark wird vom jetzigen Besitzer des Herrenhauses saniert, rekultiviert. | 09289272 |
| Direkt Bild zu diesem Denkmal hochladen | Gasthof mit Tanzsaal | Schönbrunner Straße 23 (Karte) | Circa 1860                | Schlichter Putzbau, Saalanbau mit Rundbogenfenstern, baugeschichtlich und ortsgeschichtlich von Bedeutung, Tanzsaal: Rundbogenfenster | 09289273 |

## Liste der Kulturdenkmale inPottschapplitz
| Bild                                    | Bezeichnung                                                | Lage                                                                   | Datierung                                     | Beschreibung | ID       |
| --------------------------------------- | ---------------------------------------------------------- | ---------------------------------------------------------------------- | --------------------------------------------- | --- | -------- |
|                                         | Wegestein                                                  | (400 m außerhalb Neu-Pottschapplitz, Richtung Stacha) (Karte)          | 19. Jahrhundert                               | Massig wirkender Wegestein aus Granit mit rundem Schaft, darüber kubischer Kopf mit vertieften Schriftfeldern an den Seitenflächen und pyramidalem Abschluss. Wegestein von verhältnismäßig seltener Form, als Zeugnis der verkehrstechnischen Erschließung des ländlichen Raumes von verkehrsgeschichtlicher Bedeutung. | 09289304 |
|                                         | Wegestein                                                  | Bergstraße (Ortseingang Neu-Pottschapplitz, von Cannewitz aus) (Karte) | 19. Jahrhundert                               | Verkehrsgeschichtlich von Bedeutung, Granit. Anmerkung: Der Stein wird auf der Denkmalliste an anderer Stelle verortet und scheint demnach versetzt worden zu sein. | 09289303 |
| Direkt Bild zu diesem Denkmal hochladen | Wohnhaus, zwei Seitengebäude und Scheune eines Bauernhofes | Ringstraße 1 (Karte)                                                   | Mitte 19. Jahrhundert                         | Wohnhaus Obergeschoss Fachwerk verbrettert, östliche Giebelseite ornamental verschiefert, Scheunengiebel im Osten ebenfalls ornamental verschiefert, im Dorf einziger in seiner Geschlossenheit original erhaltener Hof, baugeschichtlich und wirtschaftsgeschichtlich von Bedeutung, Fenster Wohnhaus und Seitengebäude original erhalten | 09289305 |
| Weitere Bilder                          | Herrenhaus des ehemaligen Rittergutes sowie Gutspark       | Ringstraße 6 (Karte)                                                   | 1717 (Herrenhaus), 18. Jahrhundert (Gutspark) | Barocker Putzbau mit Krüppelwalmdach, im Korbbogenportal mit Wappenstein, bezeichnet mit 1717, bau-, orts- und gartengeschichtlich von Bedeutung. Denkmalwürdig trotz fortgeschrittenen Umbaugrades (liegende Fenster), Herrenhaus mit Walmdach, wohl noch mit altem Dachstuhl, zwei Korbbogen-Türgewände, alte Türblätter, im Schlussstein Wappen und die Initialen A.G.Z. sowie die Datierung 1717. A.G.Z. ist Adam Gottlieb Zwirner, Stadtschreiber von Bischofswerda, A. G. Zwirner erwarb das Gut im Jahre 1709. Außerdem im Portal Haustür mit barocker Gliederung und originalen Handhaben. | 09303489 |

## Liste der Kulturdenkmale inRothnaußlitz
| Bild                                    | Bezeichnung | Lage                                | Datierung                                        | Beschreibung | ID       |
| --------------------------------------- | --- | ----------------------------------- | ------------------------------------------------ | --- | -------- |
| Weitere Bilder                          | Rittergut und Gutspark Rothnaußlitz (Sachgesamtheit) | Am Park 1, 3, 4, 6, 8, 10 (Karte)   | 1701–1902, Gutsverwalterhaus bezeichnet mit 1800 | Sachgesamtheit des ehemaligen Rittergutes mit Herrenhaus und einem Wirtschaftsgebäude, Scheune sowie hölzernem Taubenhaus und Einfriedungsmauer als Einzeldenkmale (siehe Obj. 09303642, gleiche Anschrift), Lindenallee und Park (Gartendenkmal) mit Granitpfosten des Parkeingangs und Steinsäule im Park, ehemaliges Verwalterhaus (Wohn-Wirtschaftsgebäude), ein weiteres Wirtschaftsgebäude und zwei ehemalige Scheunenflügel als Sachgesamtheitsteile; baugeschichtliche, ortsgeschichtliche und sozialgeschichtliche Bedeutung [Störelemente: Garagen,Turnhalle]. Hofanlage in herkömmlicher Struktur erhalten. - Ehemaliges Verwalterhaus: eingeschossiger massiver Putzbau mit hochgezogener Mitte (bezeichnet mit 1800), fünf Achsen und durch drei Stufen höhergelegten Eingang, originale Fenster, äußeres Erscheinungsbild weitgehend authentisch - Am Park 3: ehemalige Scheune, mittlerweile umgebaut zu Wohnhaus - Am Park 8: Wirtschaftsgebäude (ehemalige Stallungen), saniert, kein Einzeldenkmalstatus begründbar wegen verändertem Erscheinungsbild - Am Park 6: ehemalige Scheune, westlicher Teil davon zum Kindergarten umgebaut, daher nur Sachgesamtheitsteil - Am Park 2: Turnhalle als Störelement innerhalb der Sachgesamtheit, großflächiges Gebäude auf verwinkeltem Grundriss mit Flachdächern in unmittelbarer Nachbarschaft des Herrenhauses - Am Park ohne Nummer: Garagen als Störelement innerhalb der Sachgesamtheit in der Mitte des Hofes - Park: mit Altbaumbestand (Ulme, Stieleiche, Kastanie, Linde, Weymuthskiefer, Fichte, Lärche, solitäre Schwarzbuche), im nördlichen Parkteil Rhododendronbüsche, Obstwiese - Lindenallee: als solche noch erlebbar mit Bepflanzung, Linden geköpft, verschiedenen Alters | 09289291 |
| Weitere Bilder                          | Wirtschaftsgebäude (Einzeldenkmal zu ID-Nr. 09289291) | Am Park 1 (Karte)                   | 19. Jahrhundert                                  | Einzeldenkmal der Sachgesamtheit ehemaliges Rittergut; baugeschichtlicher, ortsgeschichtlicher und sozialgeschichtlicher Wert, Massivbau mit Satteldach (Blecheindeckung) und großen Schiebetoren, hölzerner Schauer angebaut, Eckquaderung | 09303642 |
| Weitere Bilder                          | Stattliches Herrenhaus mit zweiläufiger Freitreppe (Einzeldenkmal zu ID-Nr. 09289291)                                                                       | Am Park 4 (Karte)                   | 18. Jahrhundert; 1902 (Freitreppe)               | Einzeldenkmal der Sachgesamtheit ehemaliges Rittergut; baugeschichtlicher, ortsgeschichtlicher und sozialgeschichtlicher Wert, massiver Baukörper, verputzt, dreigeschossig mit Drempel, Walmdach, elf Achsen, symmetrische Fassadengliederung, aufwendiger Eingangsgestaltung mit vorgelagerter zweiläufiger Treppe (Bruchstein) und Portal, unter der Treppe rundbogiger Kellerzugang, teilweise originale Fenster erhalten | 09303642 |
| Direkt Bild zu diesem Denkmal hochladen | Teil einer Scheune (Einzeldenkmal zu ID-Nr. 09289291) | Am Park 6 (Karte)                   | 19. Jahrhundert                                  | Einzeldenkmal der Sachgesamtheit ehemaliges Rittergut; baugeschichtlicher, ortsgeschichtlicher und sozialgeschichtlicher Wert, massiver Putzbau mit hölzernen Toren und Satteldach, Baukörper und Proportionen weitgehend erhalten | 09303642 |
| Weitere Bilder                          | Taubenhaus (Einzeldenkmal zu ID-Nr. 09289291) | Am Park 1, 4, 6, 10 (Karte)         | Bezeichnet mit 1847                              | Einzeldenkmal der Sachgesamtheit ehemaliges Rittergut; baugeschichtlicher, ortsgeschichtlicher und sozialgeschichtlicher Wert, achteckiges hölzernes Taubenhaus auf steinernem Fuß (abgefaste Säule) und mit geschweifter Haube als Bedachung (von Ei bekrönt), weitgehend authentisch | 09303642 |
| Direkt Bild zu diesem Denkmal hochladen | Einfriedungsmauer (Einzeldenkmal zu ID-Nr. 09289291) | Am Park 1, 4, 6, 10 (Karte)         | 19. Jahrhundert                                  | Einzeldenkmal der Sachgesamtheit ehemaliges Rittergut; baugeschichtlicher, ortsgeschichtlicher und sozialgeschichtlicher Wert, Bruchsteinmauer | 09303642 |
| Direkt Bild zu diesem Denkmal hochladen | Wohnhaus, angebautes Mühlengebäude, Seitengebäude und Brücke über den Silberbach (Falkenmühle Cannewitz)                                                    | Am Silberbach 2 (Karte)             | 1864 (Mühle); 1900 (Wohnhaus)                    | Verputzte Bruchsteinbauten, Fenster und Türen Granitgewände, baugeschichtlich und ortsgeschichtlich von Bedeutung, großteils Biberschwanzdeckung, Fenster original, Bruchsteinmauerwerk, Wohnhaus Werksteinecken, Mühlentechnik zum Teil noch vorhanden, Mühlengebäude mit Schleppgaube | 09289294 |
| Direkt Bild zu diesem Denkmal hochladen | Wohnhaus mit integrierter Werkstatt und winklig angebautes jüngeres Wohn- und Werkstattgebäude einer ehemaligen Stellmacherei (Wagenbau-Anstalt Robert Bär) | Bautzener Straße 4 (Karte)          | Wetterfahne bezeichnet mit 1801                  | Nördliches Gebäude spätbarocker Putzbau mit Krüppelwalmdach, Giebelhäuschen und Fledermausgauben, neuerer südwestlicher Gebäudeteil in Anlehnung an den älteren mit adäquatem Giebelhäuschen und Krüppelwalmdach, zwei Wetterfahnen, baugeschichtlich und ortsgeschichtlich von Bedeutung, älterer Teil Fenster original und Sprossen, Eingang mit Granitgewände, bis 2011 irrtümlich unter Karlsdorfer Straße 4 in der Denkmalliste | 09289292 |
| Weitere Bilder                          | Mälzerei mit gegenüberliegendem Nebengebäude | Karlsdorfer Straße 24 (Karte)       | Um 1900                                          | Technik noch vorhanden, Mälzerei verputzter Bruchsteinbau mit Klinkerüberfangbögen an den Fenstern, baugeschichtlich und ortsgeschichtlich von Bedeutung, Gebäudeteil mit Treppenhaus um ein Stockwerk erhöht, regelmäßige Fensteröffnungen mit Sandsteingewände und Klinkerbögen, ursprünglich Putzgliederung | 09289290 |
| Weitere Bilder                          | Wohnstallhaus und Scheune eine Winkelhofes | Karlsdorfer Straße 31 (Karte)       | Mitte 19. Jahrhundert                            | Wohnstallhaus Obergeschoss Fachwerk verbrettert, baugeschichtlich und wirtschaftsgeschichtlich von Bedeutung, Fenster des Wohnstallhauses originale Größe, Satteldach einfache Biberschwanzdeckung | 09289288 |
|                                         | Wegestein | Karlsdorfer Straße 31 (bei) (Karte) | 19. Jahrhundert                                  | Verkehrsgeschichtlich von Bedeutung, Granit | 09289289 |

## Liste der Kulturdenkmale in Stacha
| Bild                                    | Bezeichnung | Lage                                                 | Datierung                                                                                        | Beschreibung | ID       |
| --------------------------------------- | --- | ---------------------------------------------------- | ------------------------------------------------------------------------------------------------ | --- | -------- |
| Direkt Bild zu diesem Denkmal hochladen | Nördliches Wohnhaus, südliches Wohnstallhaus und Scheune (mit Durchfahrt) eines Dreiseithofes, mit „fränkischem“ Torbogen                               | Neuer Weg 1 (Karte)                                  | 1. Hälfte 19. Jahrhundert (Wohnstallhaus); 2. Hälfte 19. Jahrhundert (Bauernhaus)                | Wohnhaus Putzbau mit Drempel und Walmdach, Wohnstallhaus und Scheune verputzte Bruchsteinbauten mit Satteldächern und Fledermausgaupen, baugeschichtlich und wirtschaftsgeschichtlich von Bedeutung, Wohnhaus mit Drempel und Gurtgesims, am Ostgiebel der Scheune Fachwerk, alle Teile mit Fledermausgauben | 09289284 |
| Direkt Bild zu diesem Denkmal hochladen | Wohnstallhaus ohne Anbau | Pottschapplitzer Straße 3 (Karte)                    | Mitte 19. Jahrhundert                                                                            | Ohne Anbau, Obergeschoss Fachwerk verbrettert, Giebel verschalt, baugeschichtlich von Bedeutung, Fenster originale Größe | 09289285 |
| Direkt Bild zu diesem Denkmal hochladen | Wohnstallhaus, Scheune und Seitengebäude eines Dreiseithofes                                                                                            | Pottschapplitzer Straße 11 (Karte)                   | 1. Hälfte 19. Jahrhundert (Wohnstallhaus und Scheune); 2. Hälfte 19. Jahrhundert (Seitengebäude) | Wohnhaus Putzbau mit Segmentbogenportal und Satteldach, Scheune Putzbau mit Tordurchfahrt, baugeschichtlich und wirtschaftsgeschichtlich von Bedeutung, Fenster original erhalten, großteils mit Sprossen | 09289281 |
| Direkt Bild zu diesem Denkmal hochladen | Wohnstallhaus und rechtwinkliges Wohnhaus eines Dreiseithofes                                                                                           | Pottschapplitzer Straße 13 (Karte)                   | Bezeichnet mit 1822                                                                              | Baugeschichtlich und wirtschaftsgeschichtlich von Bedeutung, Häuser rechtwinklig zueinander, großteils Fenster in originaler Größe und mit Sprossen | 09289280 |
| Direkt Bild zu diesem Denkmal hochladen | Wohnstallhaus mit Oberlaube, gegenüber liegende Scheune, Seitengebäude und Tor mit Torbogen eines Dreiseithofes                                         | Pottschapplitzer Straße 15 (Karte)                   | Grundmauern 18. Jahrhundert (Wohnstallhaus); nach 1842 (Wohnstallhaus)                           | Wohnstallhaus Obergeschoss Fachwerk, mit Oberlaube, darunter Holzausgeschirre, Südgiebelseite aufwendig ornamental verschiefert, kleines Seitengebäude an der Straße Putzbau mit Satteldach, Scheune Fachwerkbau, baugeschichtlich, sozialgeschichtlich und platzbildprägend von Bedeutung, Fenster originale Größe, zum Teil Sprossen, Brunnen bezeichnet innen mit 1842, Keller tonnengewölbt, Grundmauern 18. Jahrhundert (Granit) | 09289279 |
| Direkt Bild zu diesem Denkmal hochladen | Wohnstallhaus | Pottschapplitzer Straße 20 (Karte)                   | 1. Hälfte 19. Jahrhundert                                                                        | Obergeschoss Fachwerk verbrettert, Krüppelwalmdach, baugeschichtlich von Bedeutung, Tür Granitgewände | 09289282 |
| Direkt Bild zu diesem Denkmal hochladen | Gasthof mit Tanzsaal | Schönbrunner Straße 66 (Karte)                       | Um 1910, Kern älter                                                                              | Breitgelagerter Putzbau mit Mansarddach mit Schleppgauben und Zwerchhaus (mit Oculus), baugeschichtlich, ortsbildprägend und ortsgeschichtlich von Bedeutung, Saalteil mit großen Rundbogenfenstern, großteils Sprossenfenster, alter Blitzableiter | 09289275 |
| Direkt Bild zu diesem Denkmal hochladen | Wegestein | Taucherstraße (Ecke Pottschapplitzer Straße) (Karte) | 19. Jahrhundert                                                                                  | Verkehrsgeschichtlich von Bedeutung, Granit | 09289278 |
| Direkt Bild zu diesem Denkmal hochladen | Wohnstallhaus und rechtwinklig angebaute Scheune | Taucherstraße 13 (Karte)                             | 1880/1890                                                                                        | Authentisches äußeres Erscheinungsbild, baugeschichtlich und ortsbildprägend von Bedeutung. - Wohnstallhaus: zweigeschossig mit Drempel, Eck- und Geschossbetonung durch Putzbänder, die mit Putzfarbigkeit und -struktur kontrastieren, im straßenseitigen Giebel Drillingsfenster, Satteldach - Scheune: Gestaltung vergleiche Wohnstallhaus | 09300100 |
| Direkt Bild zu diesem Denkmal hochladen | Wohnstallhaus, Ausgedinge, Scheune und drei gemauerte Pfeiler der Hofeinfahrt (einer mit Kugelaufsatz) eines Dreiseithofes sowie Steinbank vor dem Haus | Taucherstraße 15 (Karte)                             | Um 1890                                                                                          | Baugeschichtlich und ortsbildprägend von Bedeutung. - Wohnstallhaus: mit weitgehend authentischer Kubatur, Proportionen, repräsentativer Putzgliederung, Drillingsfenster am straßenseitigen Giebel, Satteldach, zum großen Teil originale Fenster, innen Granittreppe zum Obergeschoss im Treppenhaus, im Eingangsbereich quadratische Granitfußbodenplatten, alte Dielung, im Stallteil preußische Kappen - Ausgedinge: als eingeschossiger massiver Bruchsteinbau, verputzt, Satteldach, Fenster mit Sandsteingewänden, innen: zwei ebenerdige Räume und Flur, alte Holztüren mit schmiedeeisernen Beschlägen und Treppe zum Dachboden - Scheune: ruinös, Bruchsteinmauerwerk mit Eckquaderungen, aufgehendes Mauerwerk erhalten, stehendes achteckiges Giebelfenster mit Sandsteingewänden, Lüftungsschlitze im Erdgeschoss (zum Teil deutlich verzogen wegen Vermeidung von direkter Zugluft), zwei große segmentbogige Holztore hofseitig und eine große Durchfahrt zum Feld | 09289276 |
| Direkt Bild zu diesem Denkmal hochladen | Wohnstallhaus | Taucherstraße 24 (Karte)                             | 1. Hälfte 19. Jahrhundert                                                                        | Obergeschoss Fachwerk, verbrettert, Krüppelwalmdach, baugeschichtlich von Bedeutung, Fenster originale Größe, zum Teil noch Sprossen | 09289277 |

## Liste der Kulturdenkmale in Wölkau
| Bild                                    | Bezeichnung | Lage                                  | Datierung       | Beschreibung | ID       |
| --------------------------------------- | --- | ------------------------------------- | --------------- | --- | -------- |
| Direkt Bild zu diesem Denkmal hochladen | Gasthof „Sächsischer Reiter“ mit nördlichem Gasthaus, Tanzsaal, westlichem Seitengebäude (Ausspanne), südlichem Wohnstallhaus und Einfriedung mit großer Toreinfahrt | Uhyster Straße 1 (Karte)              | 1821            | Gasthaus Obergeschoss Fachwerk verschiefert, Walmdach, Tür mit Korbbogenabschluss, Wohnstallhaus mit Fledermausgauben, baugeschichtlich, ortsgeschichtlich und ortsbildprägend von Bedeutung | 09289265 |
| Direkt Bild zu diesem Denkmal hochladen | Wegesäule | Uhyster Straße 21 (gegenüber) (Karte) | 19. Jahrhundert | Wegesäule aus Naturstein auf quadratischem Sockel, darüber Schaft mit stark abgefasten Kanten, damit beinahe achteckig erscheinend, sowie einem deutlich abgesetzten, kubischen Kopf mit flachpyramidalem Abschluss, Kopf neu in grün und weiß gefasst sowie mit Orts- und Entfernungsangaben sowie Richtungsweisern in schwarzer Farbe versehen, als Zeugnis der verkehrstechnischen Erschließung des ländlichen Raumes von verkehrsgeschichtlicher Bedeutung. | 09304079 |

## Streichungen von der Denkmalliste

### Streichungen von der Denkmalliste (Pohla)
| Bild                                    | Bezeichnung                                                                                                  | Lage                                      | Datierung                                                          | Beschreibung | ID       |
| --------------------------------------- | --- | ----------------------------------------- | ------------------------------------------------------------------ | --- | -------- |
| Direkt Bild zu diesem Denkmal hochladen | Wohnhaus der sogenannten „Kalichschen Gartennehrung“ ohne Saalanbau (ehemalige Schankwirtschaft Max Harnapp) | Schönbrunner Straße 7 (Karte)             | Um 1750 entstanden                                                 | Wohnhaus der sogenannten „Kalichschen Gartennehrung“, Obergeschoss Fachwerk verbrettert, Giebel verkleidet, mit tonnengewölbtem Vorratskeller, baugeschichtlich und ortsgeschichtlich von Bedeutung. Zwischen 2017 und 2024 aus der Denkmalliste gestrichen. | 09303445 |
| Weitere Bilder                          | Rittergut und Gutspark Pohla (Sachgesamtheit)                                                                | Schönbrunner Straße 9, 11, 15, 17 (Karte) | 2. Hälfte 19. Jahrhundert (drei Wirtschaftsgebäude und Gutscheune) | Sachgesamtheit Rittergut Pohla mit folgenden Einzeldenkmalen: Herrenhaus mit zwei Flügeln im stumpfen Winkel, Bruchsteinscheune an der Straße und Feldsteineinfriedung mit Türöffnung zur Waldhufe nach Norden (siehe Obj. 09289272), der Gutspark mit Wegeführungen und Gehölzpflanzungen (Gartendenkmal) und sechs Wirtschaftsgebäude des ehemaligen Wirtschaftshofes als Sachgesamtheitsteile: zwei westliche Wohnstallhäuser (im Anschluss an Nr. 9 und Nr. 11), zwei Gebäude an der Nordseite (ohne Hausnummer), umgebaute Scheune (Nr. 15) und südöstliches Wohnstallhaus (Nr. 17); baugeschichtlich, ortsgeschichtlich und ortsbildprägend von Bedeutung [Störelemente: drei Gebäude in der Mitte des Wirtschaftshofes] | 09303931 |

### Streichungen von der Denkmalliste (Pottschapplitz)
| Bild           | Bezeichnung                               | Lage                    | Datierung                            | Beschreibung | ID       |
| -------------- | ----------------------------------------- | ----------------------- | ------------------------------------ | --- | -------- |
| Weitere Bilder | Rittergut Pottschapplitz (Sachgesamtheit) | Ringstraße 6, 8 (Karte) | 19. Jahrhundert (Wirtschaftsgebäude) | Sachgesamtheit Rittergut Pottschapplitz mit folgenden Einzeldenkmalen: Herrenhaus (siehe Obj. 09303489, gleiche Anschrift) sowie zwei Wirtschaftsgebäude und Gutspark als Sachgesamtheitsteile und Blutbuche (Gartendenkmal); Herrenhaus barocker Putzbau mit Krüppelwalmdach, im Korbbogenportal mit Wappenstein, bezeichnet mit 1717, Wirtschaftsgebäude Putzbauten mit Satteldächern, das westliche mit zwei Ladeluken, bau- und ortsgeschichtlich von Bedeutung. Anlage in Gesamtstruktur erhalten, Funktionszusammenhang noch ablesbar, rechtwinklig an Herrenhaus angrenzendes Wohn-Wirtschaftsgebäude und Stall-Scheunen-Gebäude als Sachgesamtheitsteile haben strukturbildende Bedeutung, drittes ehemaliges Wirtschaftsgebäude abgebrochen. Der ehemalige Gutspark (Sachgesamtheitsteil) erstreckt sich östlich und nordöstlich des Gutshofes. Östlich des Gutshofes ist seit 1783 ein ummauerter Garten nachweisbar (vgl. Meilenblatt / Berliner Exemplar, Blatt 308, 1783 und Äquidistantenkarte, Blatt 53, 1883). Alter Gehölzbestand vorhanden, auffallend vor allem eine prächtige Blut-Buche (Gartendenkmal). Das Wegesystem ist nicht mehr ablesbar, die bauliche Ausstattung des Parks ist verloren (laut Auskunft einer Bewohnerin des Guts war bis zur Wende das Wegesystem, ein Gartenteich und eine Gartenbrücke erhalten). Zwischen 2017 und 2024 aus der Denkmalliste gestrichen. | 09289975 |

### Streichungen von der Denkmalliste (Rothnaußlitz)
| Bild                                    | Bezeichnung   | Lage                          | Datierung             | Beschreibung | ID       |
| --------------------------------------- | ------------- | ----------------------------- | --------------------- | --- | -------- |
| Direkt Bild zu diesem Denkmal hochladen | Wohnstallhaus | Karlsdorfer Straße 15 (Karte) | Mitte 19. Jahrhundert | Zwischen 2008 und 2014 abgerissen; Obergeschoss Fachwerk verbrettert, baugeschichtlich von Bedeutung, Fenster im Obergeschoss originale Größe, mit Sprossen | 09289287 |

### Streichungen von der Denkmalliste (Wölkau)
| Bild                                    | Bezeichnung                      | Lage                 | Datierung                 | Beschreibung | ID       |
| --------------------------------------- | -------------------------------- | -------------------- | ------------------------- | --- | -------- |
| Direkt Bild zu diesem Denkmal hochladen | Ehemalige Mühle und Stallgebäude | Mühlendamm 8 (Karte) | 1. Hälfte 19. Jahrhundert | Mühle Obergeschoss Fachwerk verbrettert, Seitengebäude verputzter Bruchsteinbau mit Drempel, baugeschichtlich und ortsgeschichtlich von Bedeutung, bis 1980 wurde gemahlen, ein rundbogiges Zwillingsfenster im Giebel. Zwischen 2016 und 2019 abgerissen. | 09289264 |

## Tabellenlegende
- Bild: Bild des Kulturdenkmals, ggf. zusätzlich mit einem Link zu weiteren Fotos des Kulturdenkmals im Medienarchiv Wikimedia Commons. Wenn man auf das Kamerasymbol klickt, können Fotos zu Kulturdenkmalen aus dieser Liste hochgeladen werden:
- Bezeichnung: Denkmalgeschützte Objekte und ggf. Bauwerksname des Kulturdenkmals
- Lage: Straßenname und Hausnummer oder Flurstücknummer des Kulturdenkmals. Die Grundsortierung der Liste erfolgt nach dieser Adresse. Der Link (Karte) führt zu verschiedenen Kartendiensten mit der Position des Kulturdenkmals. Fehlt dieser Link, wurden die Koordinaten noch nicht eingetragen. Sind diese bekannt, können sie über ein Tool mit einer Kartenansicht einfach nachgetragen werden. In dieser Kartenansicht sind Kulturdenkmale ohne Koordinaten mit einem roten bzw. orangen Marker dargestellt und können durch Verschieben auf die richtige Position in der Karte mit Koordinaten versehen werden. Kulturdenkmale ohne Bild sind an einem blauen bzw. roten Marker erkennbar.
- Datierung: Baubeginn, Fertigstellung, Datum der Erstnennung oder grobe zeitliche Einordnung entsprechend des Eintrags in der sächsischen Denkmaldatenbank
- Beschreibung: Kurzcharakteristik des Kulturdenkmals entsprechend des Eintrags in der sächsischen Denkmaldatenbank, ggf. ergänzt durch die dort nur selten veröffentlichten Erfassungstexte oder zusätzliche Informationen
- ID: Vom Landesamt für Denkmalpflege Sachsen vergebene, das Kulturdenkmal eindeutig identifizierende Objekt-Nummer. Der Link führt zum PDF-Denkmaldokument des Landesamtes für Denkmalpflege Sachsen. Bei ehemaligen Kulturdenkmalen können die Objektnummern unbekannt sein und deshalb fehlen bzw. die Links von aus der Datenbank entfernten Objektnummern ins Leere führen. Ein ggf. vorhandenes Icon  führt zu den Angaben des Kulturdenkmals bei Wikidata.

## Ausführliche Denkmaltexte
1. ↑  Wohnhaus der sogenannten „Kalichschen Gartennehrung“ unweit der Kirche gelegen, war bis 1945 einziges Anwesen zwischen Pfarrhof und Rittergut, Gutspark des ehemaligen Rittergutes grenzt mit Gutshofmauer nordöstlich an das Grundstück. Erste Erwähnung in Gerichtsakte von 1838, später Versteigerung des Anwesens an Johann Harmapp, der sich verpflichten musste, „der ... Gutsherrschaft samt deren Officianten sowie dem Rittergutspächter und dessen Leuten ... die Benutzung der Kirche- und Feldfußsteiges“ zu gestatten, der seit langem vom Gutshaus durch den Park und das Grundstück Nummer 7 hin zur Kirche führte. In Gutshofmauer wurde zu diesem Zwecke eine Türe eingebaut, diese hat sich bis heute erhalten.
Ursprünglich bestand Anwesen aus zwei giebelständigen Gebäuden mit Strohdächern und hölzerner Giebelverkleidung. Ein Gebäude ist Wohnhaus, anderes war Scheune, die schon 1900 nicht mehr existierte. Zweigeschossiges Wohnhaus mit steilem Satteldach (51°) ist typisches mitteldeutsches Wohnstallhaus mit Quererschließung und dreizoniger Einteilung des Erdgeschosses. Im mittleren Flurbereich bis 1899/1900 Schwarze Küche, links davon Wohnstube und gegenüberliegend Stall. In westlichen Hang hinein gebaut ist tonnengewölbter Vorratskeller, daneben vermutlich bis 1899 Backofen in Verlängerung der Küche. In ehemaliger Wohnstube (später Gaststube) Holzbalkendecke mit sichtbaren profilierten Balkenunterteilen und verputzten Feldern. Nördliche Innenwand zum Hausflur besteht aus Blockbohlenwand (15 cm starke Horizontalbohlen, die auf Bruchsteinsockel liegen), Bohlenwand mit Lehm verfugt, mit Lehmschlag beidseitig überzogen und mit Kelle verputzt. Erdgeschoss des Wohnhauses vermutlich Mischkonstruktion am Übergang vom Blockbau der sorbischen Lausitz zum Fachwerkbau des 18. Jahrhunderts.
 Obergeschoss durchgehend Holzfachwerkwände mit verputzter Lehmausfachung. Gebäude in 2. Bauphase (Anfang 19. Jahrhundert) um 2,50 m nach Norden verlängert. Seit dem Erwerb 1838 durch Johann Harmapp in dessen Familienbesitz bis um 1930. Max Harmapp, Eigentümer seit 1892, ließ es 1899/1900 zur Schankwirtschaft „Restauration Max Harmapp“ umbauen. Bisherige Wohnstube wurde zur Gaststube. Stall wurde zur Küche, im Südwesten Saalanbau im historistischen Stil. Im Zuge des Umbaus Verkleidung des Fachwerkes im Obergeschoss mit senkrechter Holzverbretterung, Fenster erhielten verzierte Holzrahmungen. 1903/04 entstand rechtwinklig zum Wohnhaus neue Scheune (mit Schweinestall und Gäste-WC im Erdgeschoss, kein Denkmal!). Um 1930 übernahm Friedrich Forker aus Pohla die Gaststätte, 1931 Zwischenwand im Saal eingezogen, im südlichen Teil Bäckereiladen mit großem Schaufenster. Haus war 1932–1968 „Gastwirtschaft, Bäckerei und Materialwarenladen“: Einzige bauliche Veränderung nach 1945 Aufstockung des Gewölbekellers an westlicher Längsseite (Gästezimmer mit Dusche). Letzter Betreiber Max Bauer, Eigentümer von 1990 bis 2009, ab Dezember 2009 Eigentum der Familie von dem Kuesebeck.